# Marcell Nemes
Marcell Nemes, también Marczell, nacido como Moses Klein (Jánoshalma, Imperio austríaco, 4 de mayo de 1866 - Budapest, 28 de octubre de 1930) fue un magnate financiero, coleccionista de arte y mecenas de arte húngaro.

## Vida
Los antepasados de Moses Klein regentaban un negocio de lana y tabaco en Transilvania desde la década de 1830, que  hacia finales del siglo XIX se había ampliado al comercio de madera y carbón y al negocio financiero. Moses Klein «hungarizó» su nombre como Marcell Nemes  y, gracias a sus éxitos económicos, en 1903 fue nombrado consejero real húngaro y en 1908 ennoblecido como Edler von Janoshalma.
Además de sus actividades comerciales, comenzó a ocuparse del arte como «marchante aficionado» hacia la década de 1890. Particularmente, la pasión de Nemes por el coleccionismo se centraba en los tejidos del Renacimiento y además de muebles y esculturas, así como pinturas antiguas del siglo XVII, principalmente holandesas y flamencas, aunque también coleccionaba pinturas de artistas contemporáneos, especialmente pintura francesa del siglo XIX, de Eugène Delacroix a Vincent van Gogh. Nemes se convirtió en uno de los redescubridores del Greco, al encontrar él mismo algunos de sus cuadros en España y agregarlos a su colección. Sus compras se basaron en el trabajo preparatorio histórico-artístico de Julius Meier-Graefe y de los marchantes de arte de París y Múnich. Así surgió la exposición de arte antiguo español organizada por August Liebmann Mayer en 1911 en la galería Heinemann de Múnich, con la Inmaculada Concepción y Cristo abrazado a la cruz del Greco.
Su colección de pintura, que comprendía alrededor de ochenta obras, se presentó por primera vez en 1910 en el Museo de Bellas Artes de Budapest, que fue luego recibido en las revistas Cicerone —revista de artes visuales—, en Pester Lloyd y en la revista húngara de reciente creación Nyugat. Una pequeña selección de pinturas impresionistas —cuadros de Corot, Manet, Courbet y Degas, además de El muchacho del chaleco rojo de Cézanne adquirido en 1909— junto con viejos maestros como Koninck, Abraham van Beyeren y Rubens viajaron en junio de 1911 a Múnich.
Durante el colgamiento, organizado por el director del museo de Munich, Hugo von Tschudi, los ocho cuadros del Greco avivaron una «fiebre del Greco» entre los jóvenes artistas alemanes, como Max Beckmann, Oskar Kokoschka, Max Oppenheimer o Ludwig Meidner, y también entre miembros del grupo de artistas Der Blaue Reiter, como August Macke, Franz Marc y Albert Bloch, mientras que el negocio del arte establecido vio la muestra en la Pinacoteca Antigua, que consistió en solo 36 cuadros. Una reseña de la exposición de Múnich programada en el almanaque Der Blaue Reiter, que Franc Marc pretendía incluir, nunca vio la luz. El prólogo de Tschuldi a la exposición de Nemes en Múnich, que según una sugerencia de Kandinsky también debería haber aparecido en el Almanaque, tampoco fue publicada. En este prólogo programático (y al mismo tiempo legado), Tschudi había destacado el gran mérito de Nemes como un «nuevo tipo de coleccionista» que, «simplemente yuxtaponiendo» las obras del Greco con los impresionistas franceses, supo contribuir en gran medida a la comprensión de los «problemas pictóricos». En Baviera, a finales de 1911, Nemes recibió la Orden de San Miguel al Mérito a cambio de la donación de dos cuadros de Courbet. En 1912, Nemes pudo mostrar 122 pinturas en la Städtische Kunsthalle de Düsseldorf, que también tuvo un fuerte impacto allí. Los cuadros de Nemes deberían haberse exhibido también en Colonia y Berlín, pero el coleccionista Nemes tuvo que vender sus cuadros repetidamente por motivos económicos.
A finales de 1911, un empresario de Mannheim, Karl Lanz, se hizo con 40 pinturas de antiguos maestro de la colección de Nemes. En 1912 Nemes donó el cuadro El socorro de Génova por el II marqués de Santa Cruz (1634 - 1635) de Antonio de Pereda al Museo del Prado. En 1913, Nemes necesitaba de nuevo liquidez y vendió la mayor parte de su colección a través del comercio de arte parisino, después de ofrecer sin éxito a los residentes de Düsseldorf diez El Grecos y 112 viejos maestros y pintores modernos por seis millones de marcos de oro. En la subasta de París, en la Galería Manzi, se vendieron doce El Greco, diez Courbet, cuatro Manet, seis Renoir y seis Cézanne. El industrial Gottlieb Friedrich Reber de Wuppertal pagó 56 000 francos solo por el cuadro de Cézanne El muchacho del chaleco rojo. El ya controvertido —todavía atribuido a Rembrandt van Rijn— Retrato del padre fue subastado por 516 000 francos; La adúltera de Tintoretto se vendió por 240 000 francos; una Inmaculada Concepción del Greco se vendió por 155 000 francos; La Sagrada Familia con el frutero por 173 000 francos; pero en general, al periodista de Cicerone, Georg Biermann, los resultados de la subasta le resultaron decepcionantes.
Tras la Primera Guerra Mundial, Nemes huyó de Budapest durante los disturbios revolucionarios húngaros y se instaló permanentemente la Leopoldstrasse 10, en Múnich, en la década de 1920. En 1921, Nemes compró el castillo de Tutzing por 800 000 reichsmarks. Bajo su dirección, el palacio y el parque tuvieron una espléndida renovación. Durante una estancia en Venecia, en 1924, compró el inacabado Palazzo Venier dei Leoni en el Gran Canal, que no terminó de construir; tampoco la propietaria anterior, Luisa Casati, ni la propietaria posterior, Peggy Guggenheim, persiguieron la construcción del palazzo más allá de la obra existente.
En 1924, Oskar Reinhart compró un Goya a Nemes y en 1928 se vendieron partes de otra extensa colección en Ámsterdam. Oskar Kokoschka interpretó a Nemes en 1928, dos años antes de su muerte; en ese momento todavía tenía un cuadro del Greco en su gran colección, pero sobre todo conservaba su colección de tejidos.
durante su vida se comenzó a conceder en Hungría el «Premio Marcell Nemes», que se concedió hasta 1946, con una interrupción debido a la guerra.

### Lugares

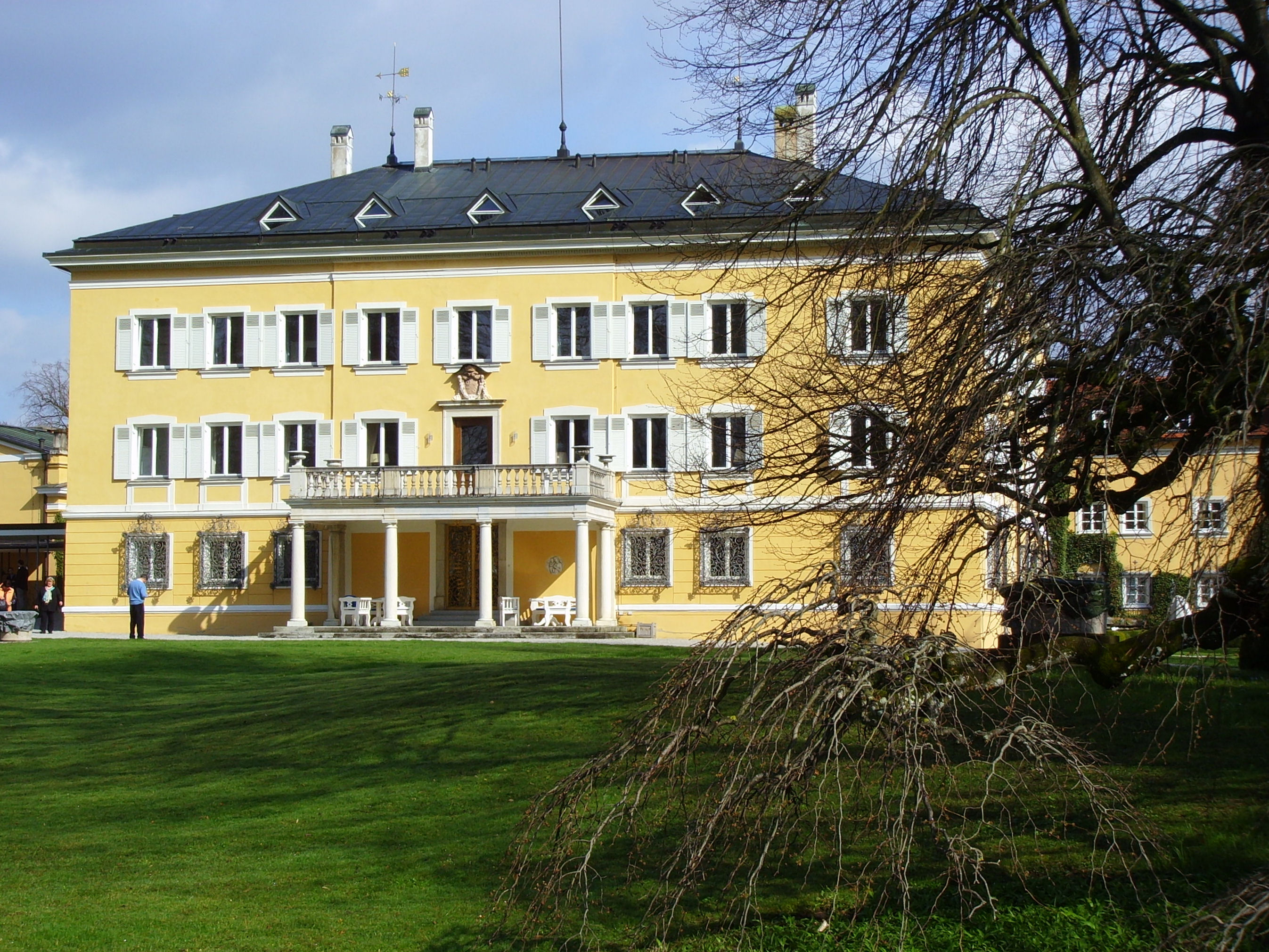
Nemes era dueño del castillo de Tutzing desde 1920.
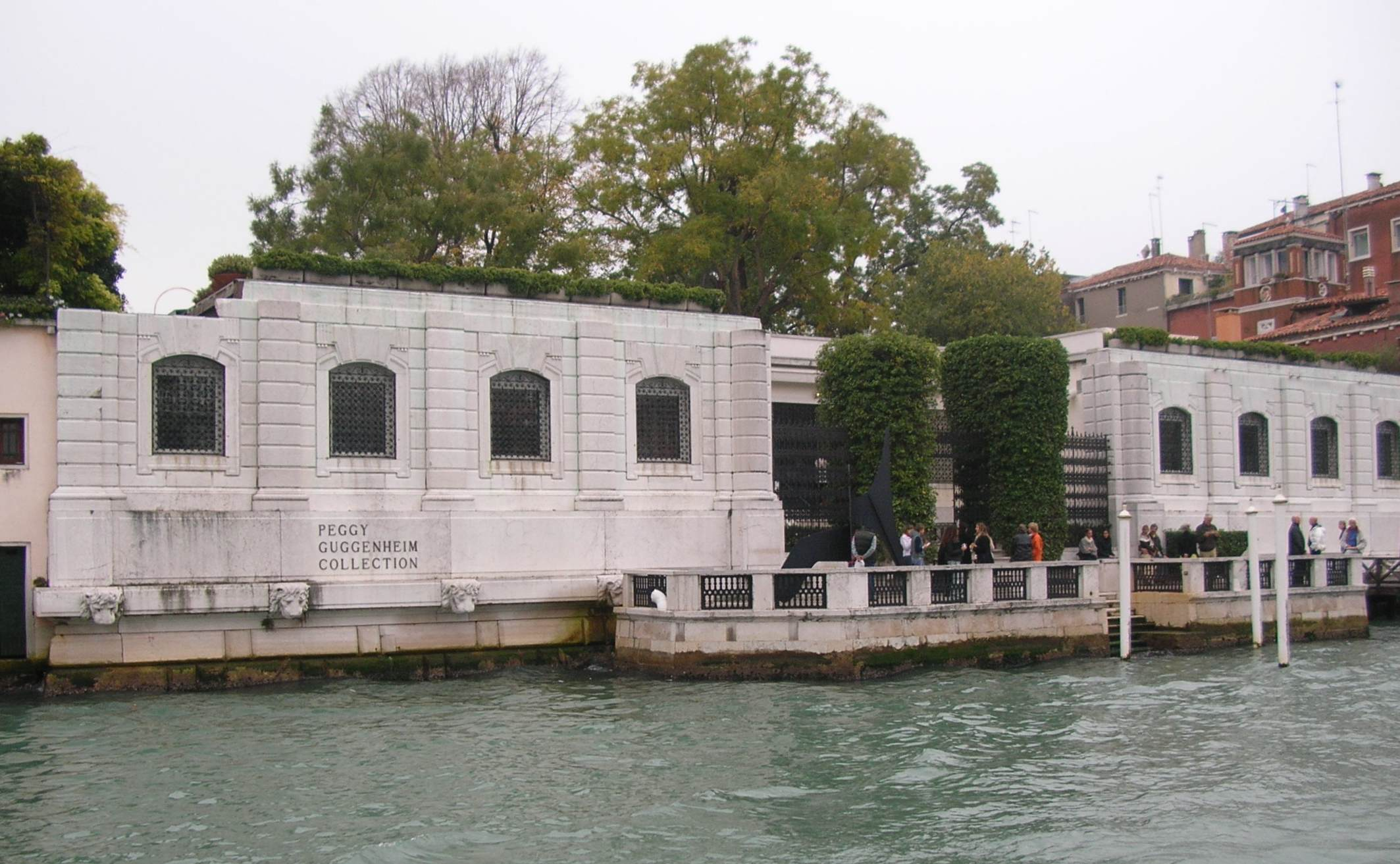
Desde 1924, Nemes era propietario del Palazzo Venier dei Leoni en Venecia.
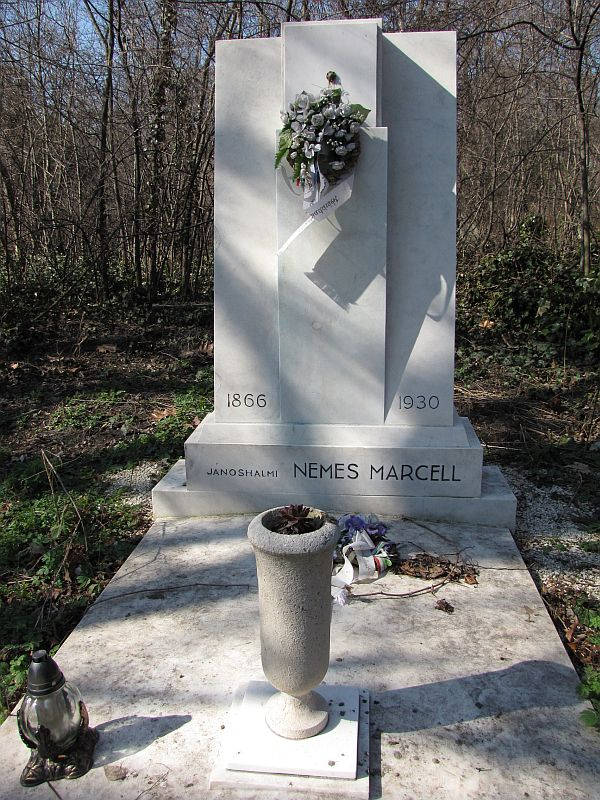
Nemes tiene su tumba en el cementerio de Kerepesi en Budapest. Tumba realizada por Zsigmond Kisfaludi Strobl .

### Pintura en la colección Nemes

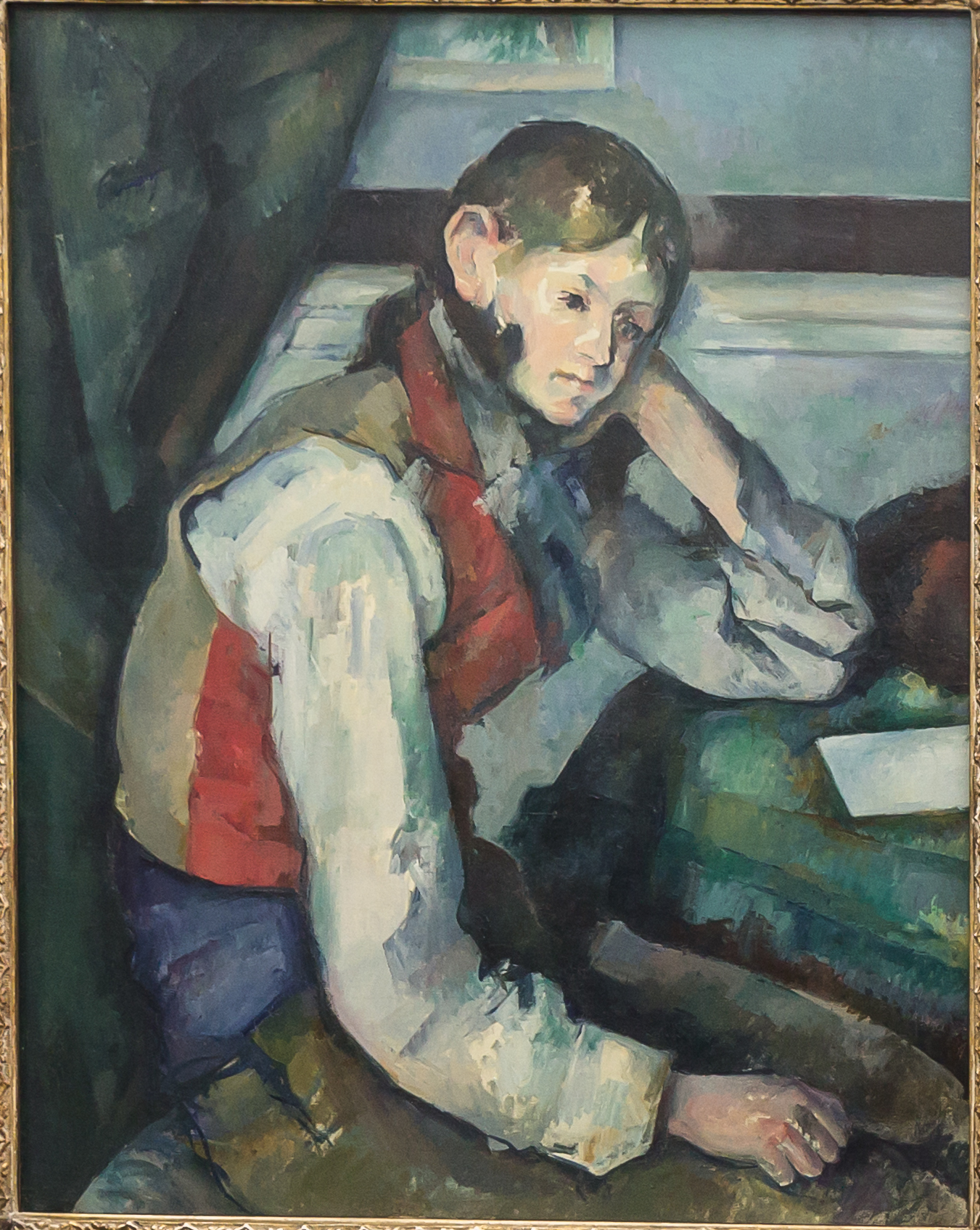
Paul Cézanne: El muchacho del chaleco rojo (1894/95)
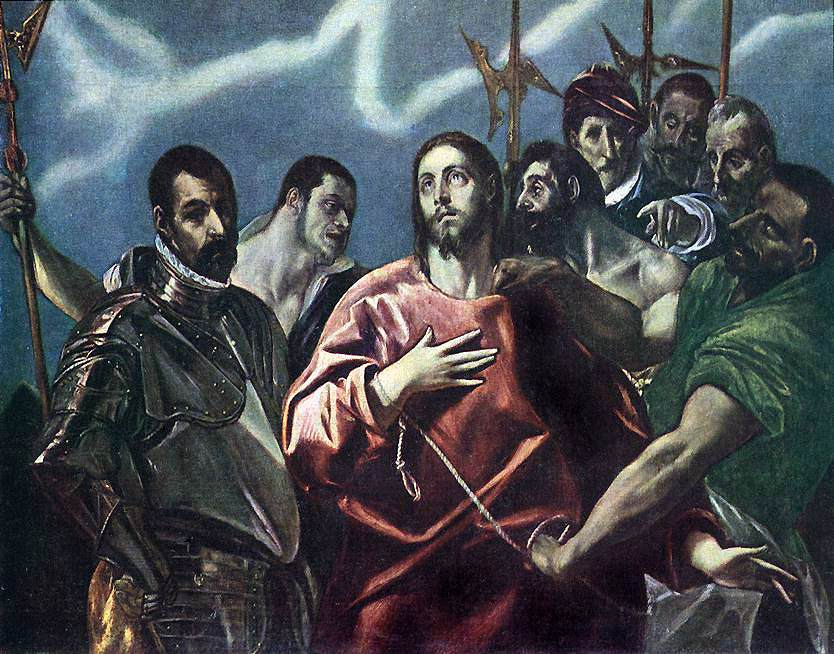
El Greco: El Expolio (El Greco, versiones de medio cuerpo)
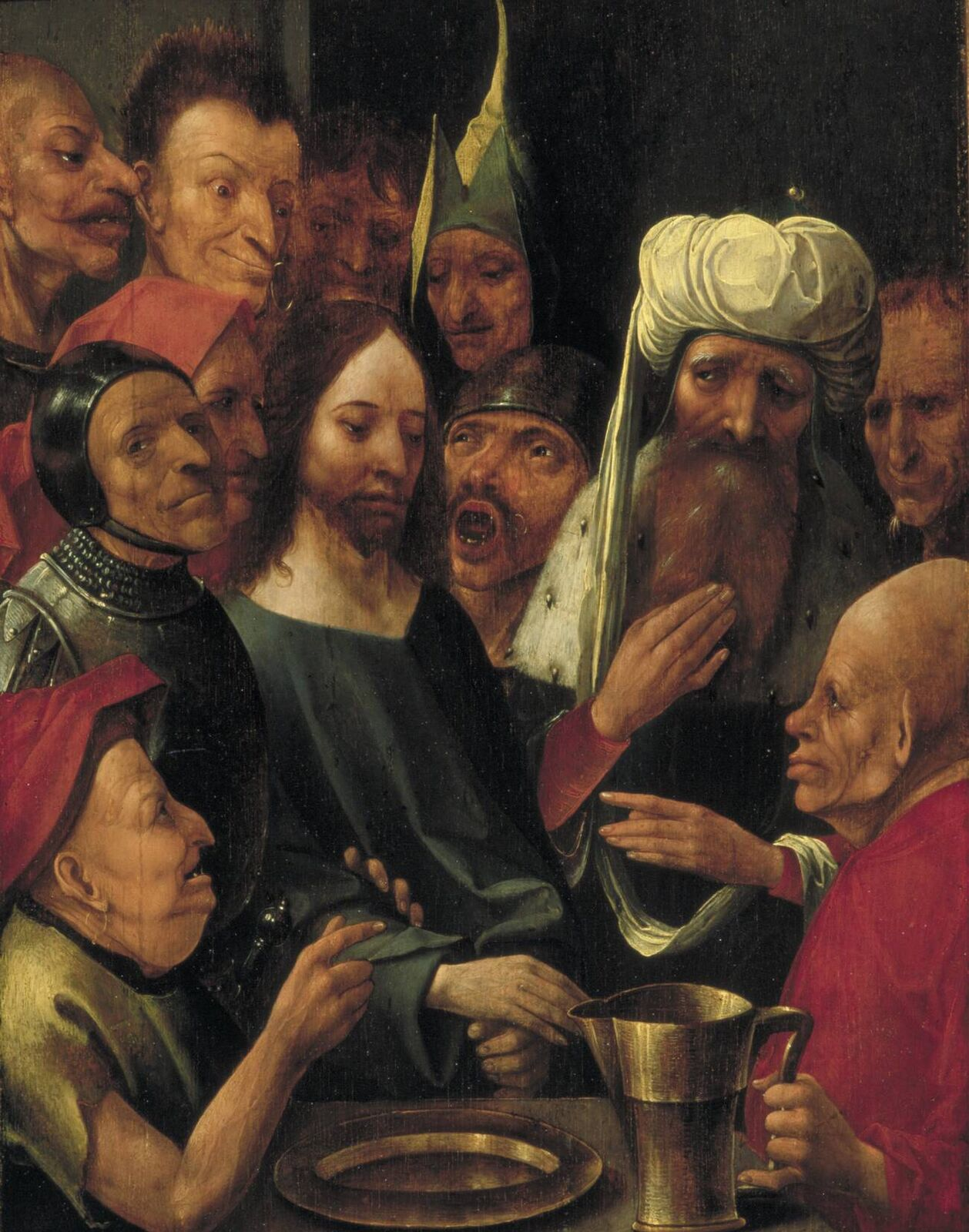
Hieronymus Bosch: Cristo ante Pilatos
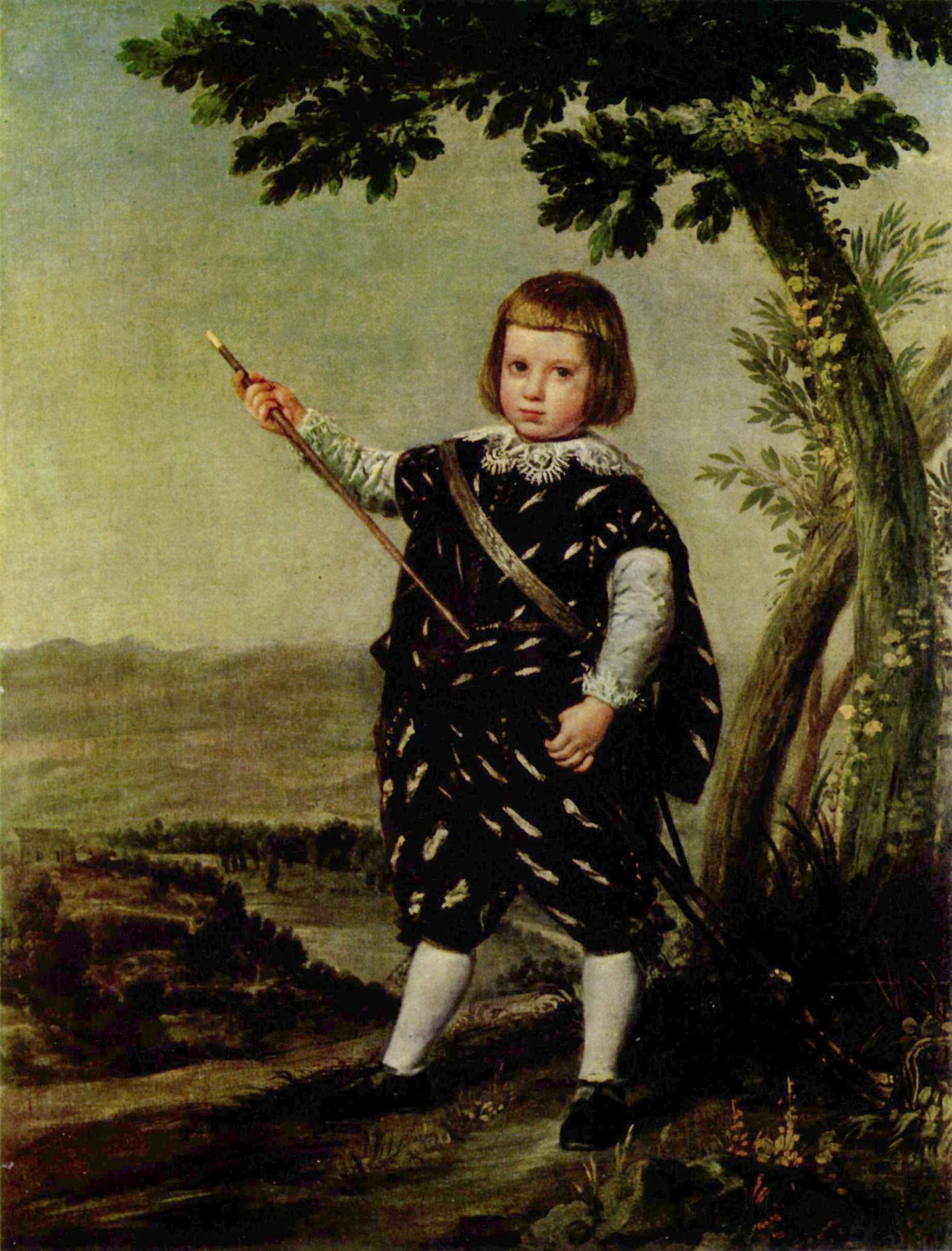
Martínez del Mazo: Retrato del Infante Don Baltasar Carlos (hacia 1635)
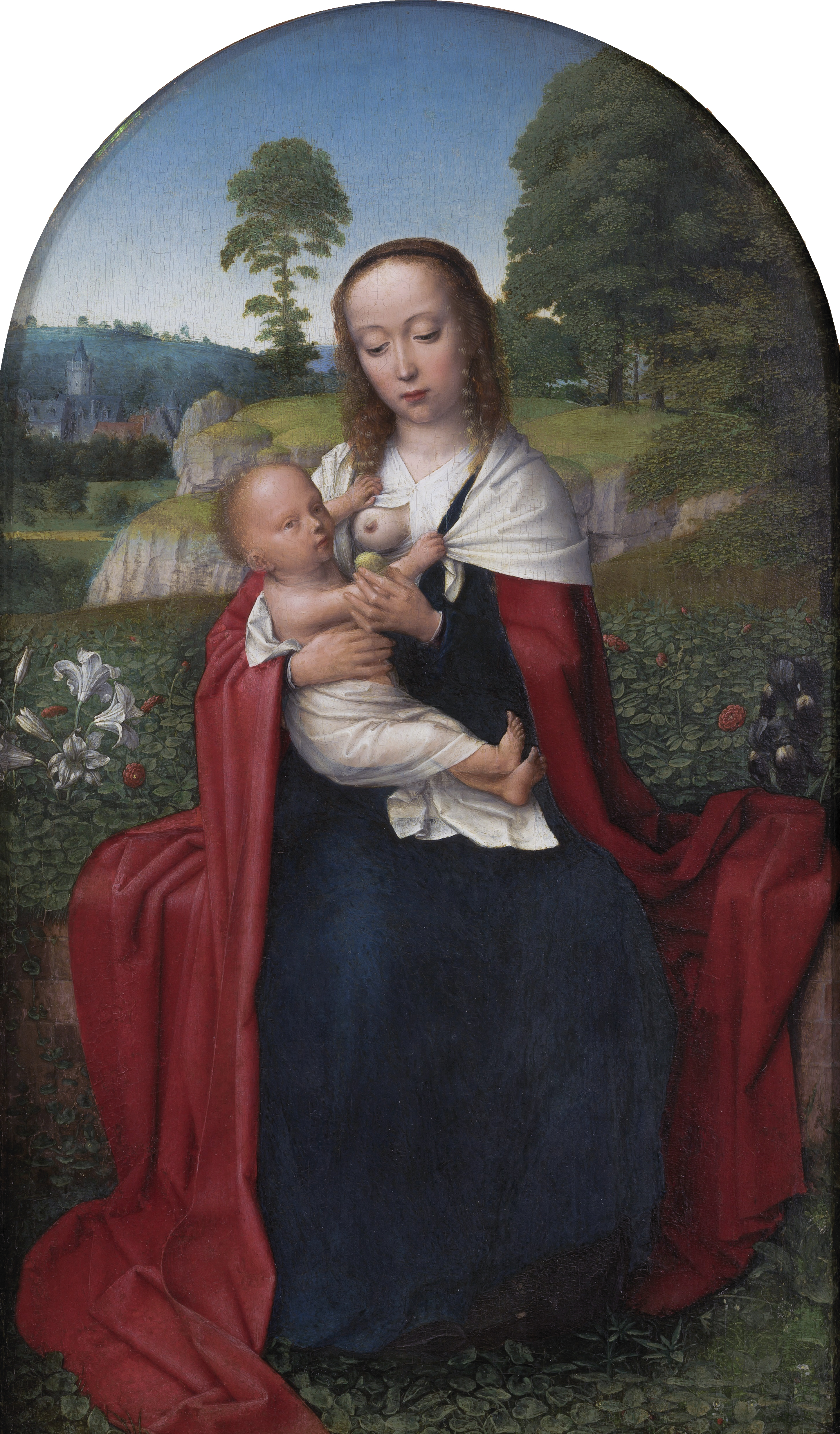
Gerard David : María con el niño en un paisaje (hacia 1520)
Edouard Manet: La Rue Mosnier aux drapeaux o le 30 juin 1878, Rue de Berne
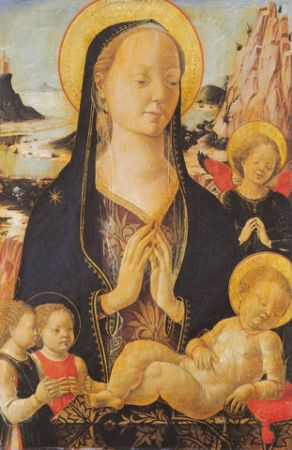
Anónimo (Ferrara): Madonna y niño
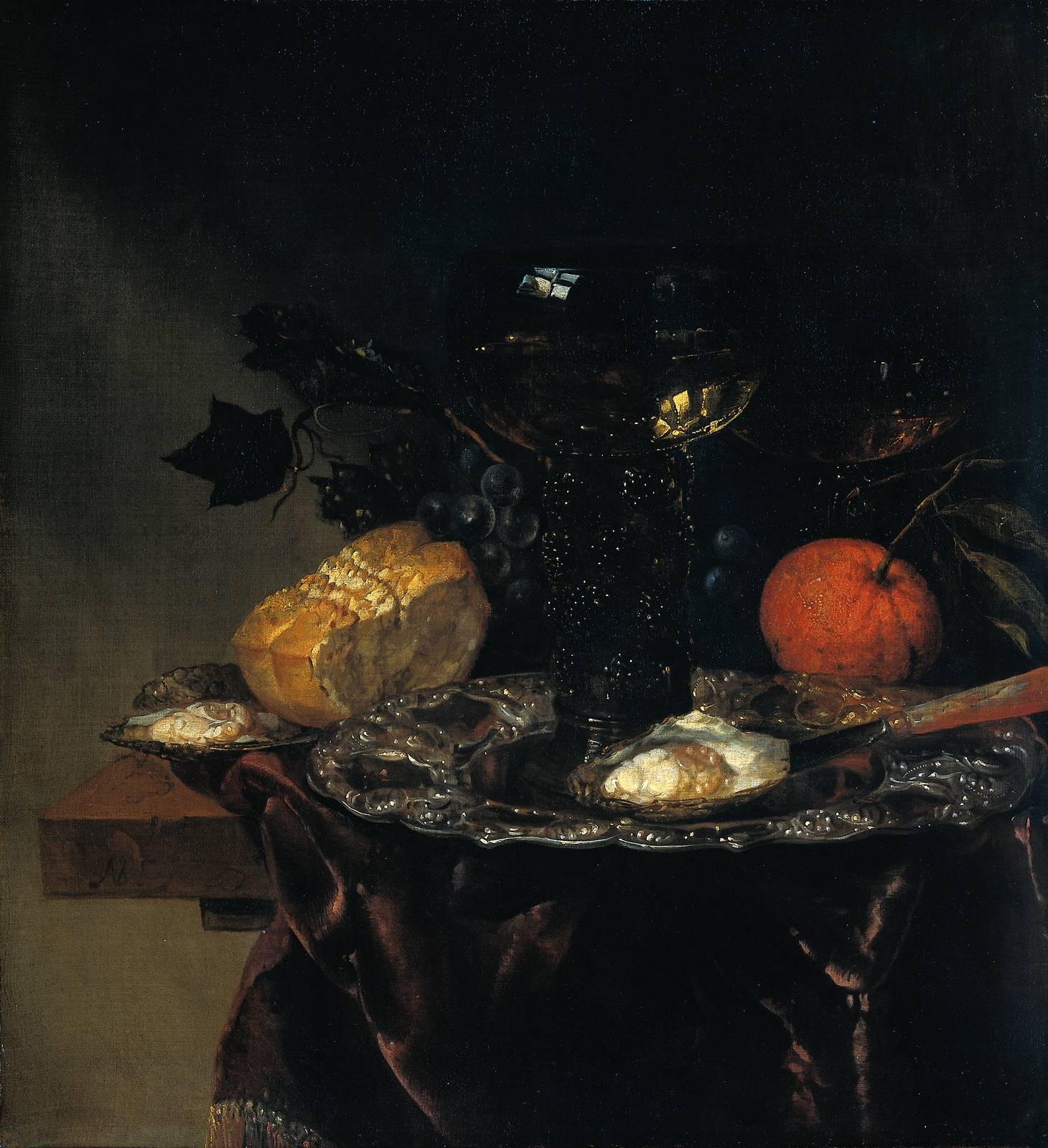
Abraham van Beijeren: Naturaleza muerta
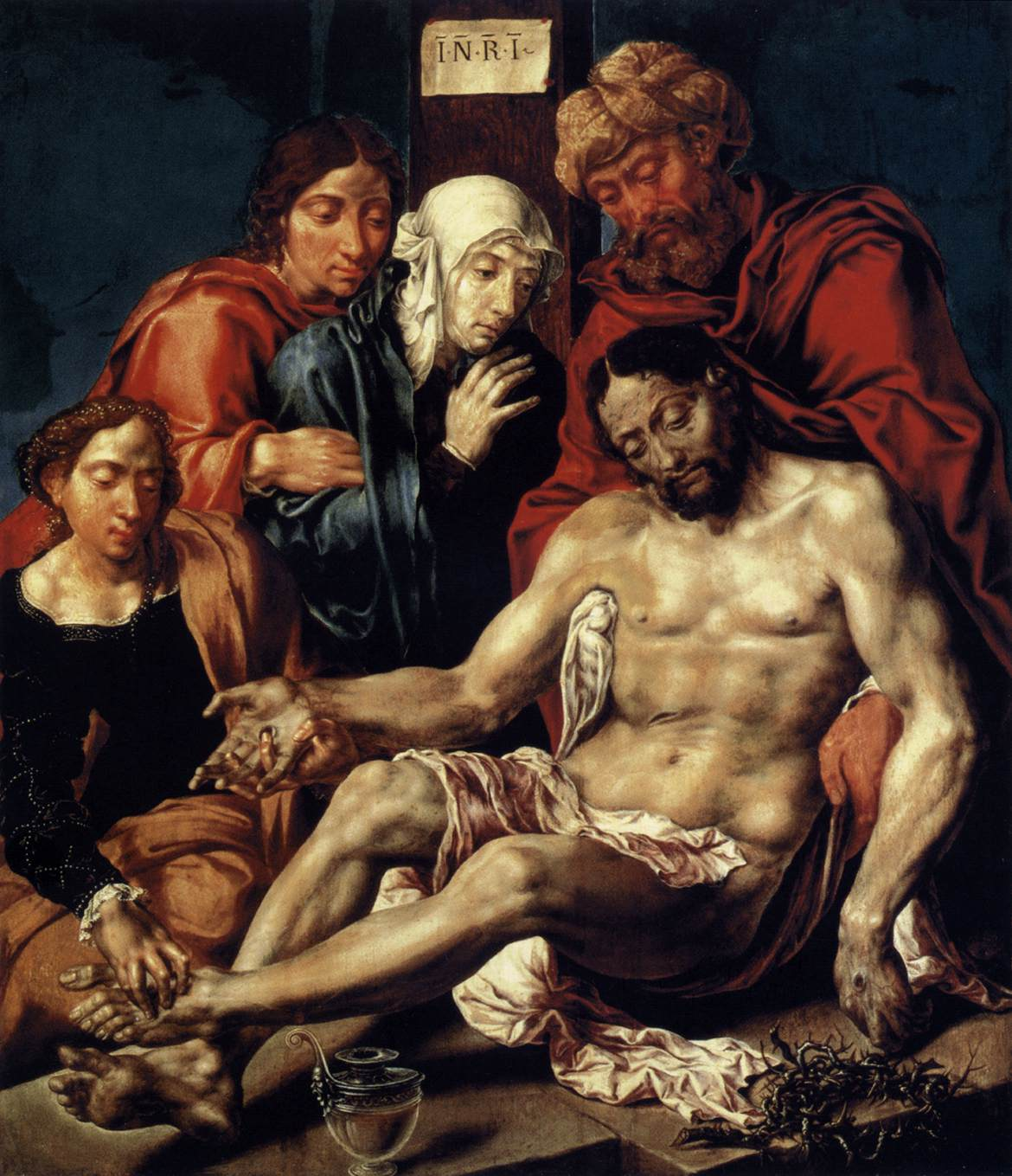
Maerten van Heemskerck: Lamentación de Cristo
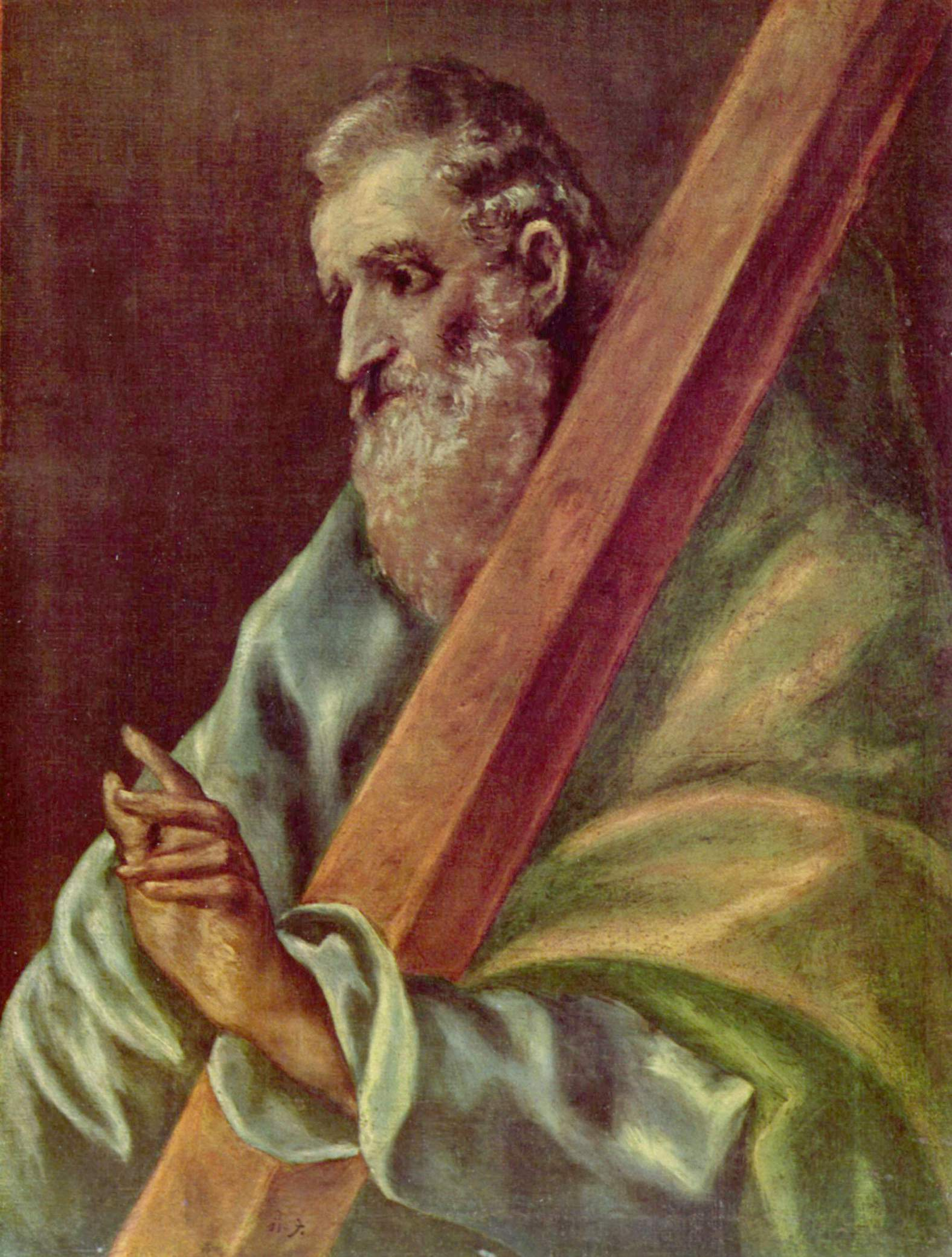
El Greco: San Andrés Apóstol (hacia 1610)
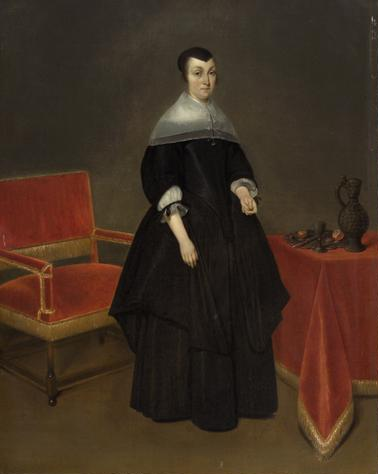
Gerard ter Borch el Viejo: Hermana von der Cruysse
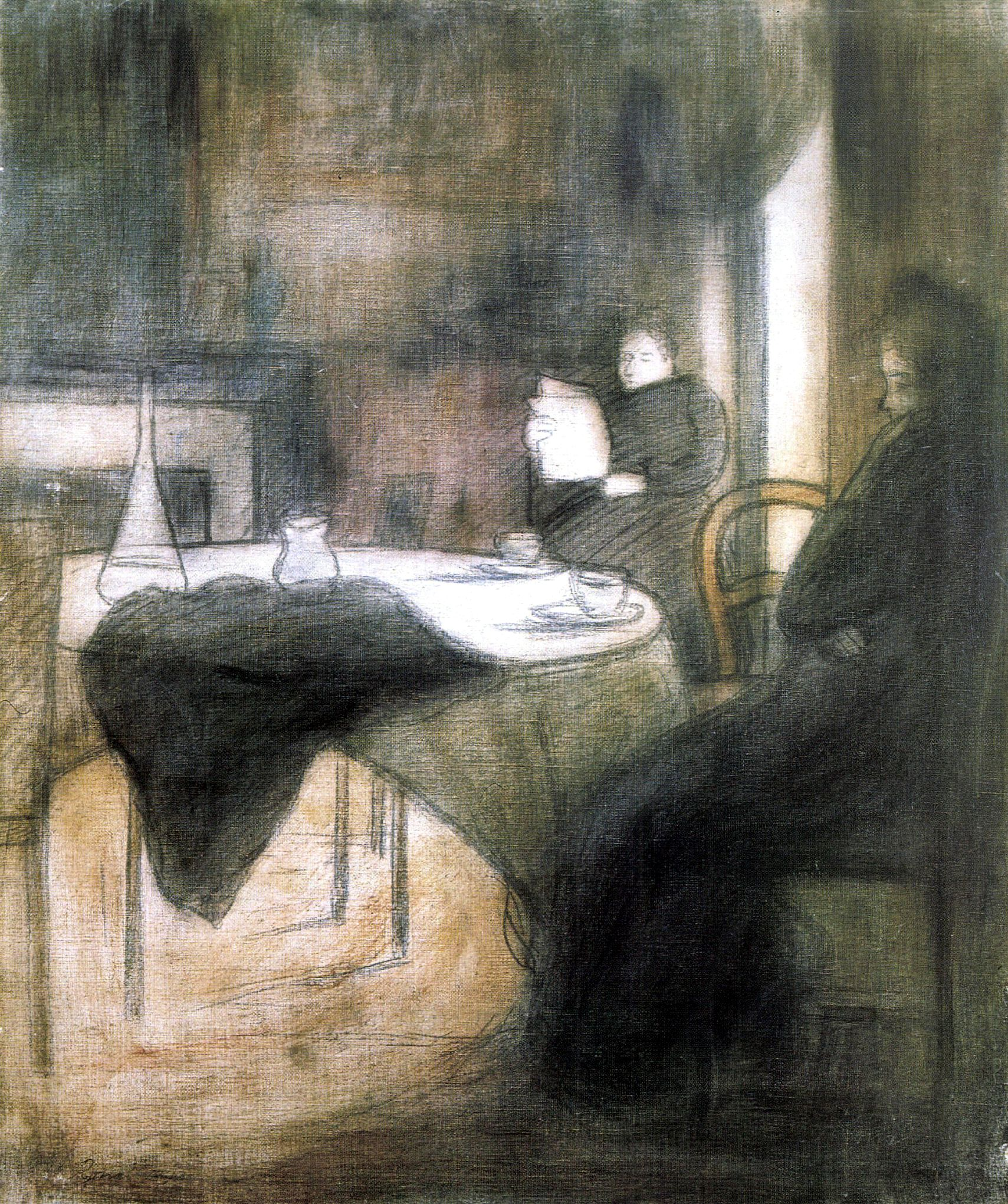
József Rippl-Rónai: Dos mujeres quejumbrosas
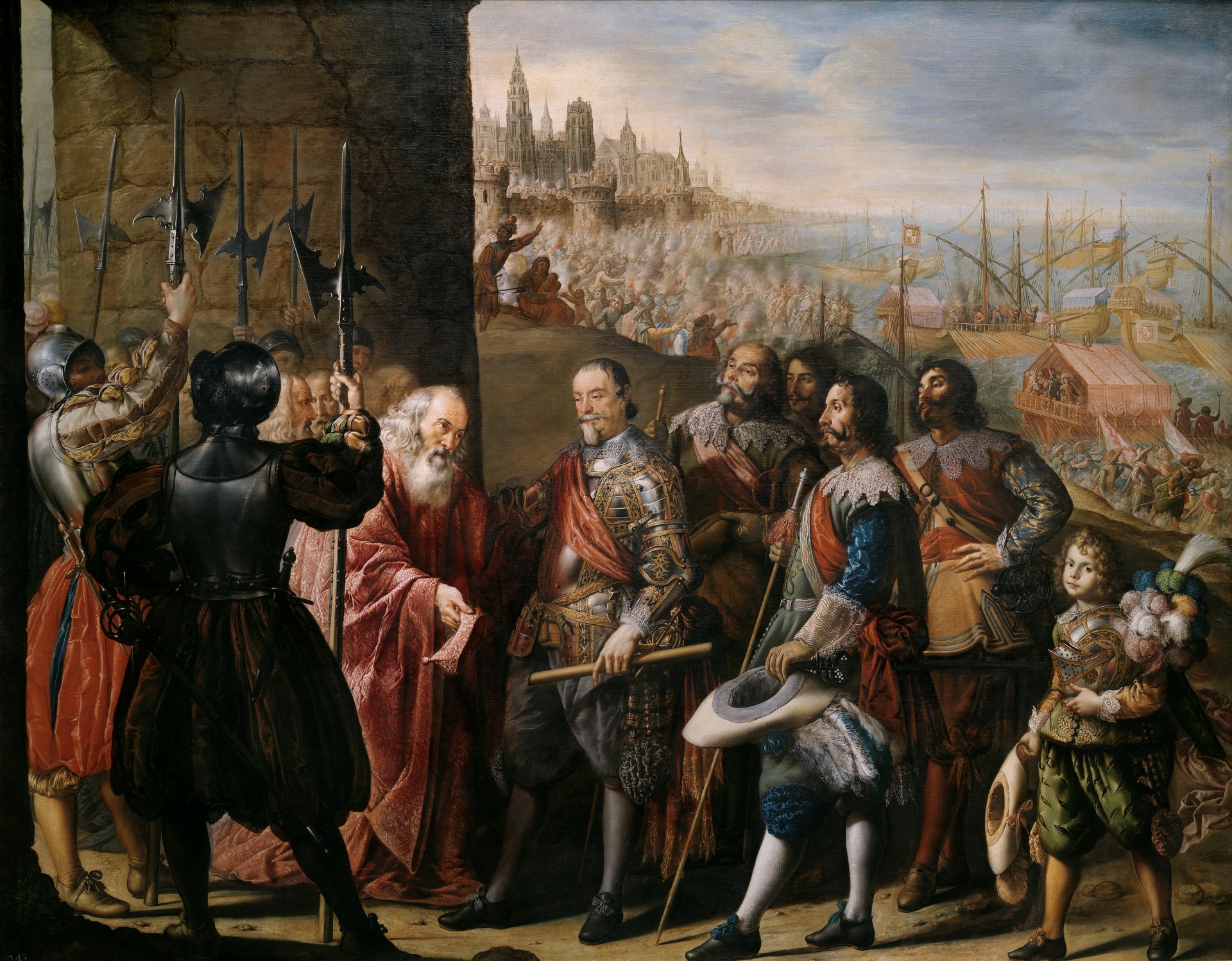
El socorro de Génova por el marqués de Santa Cruz de Pereda. Robado por el general Sebastiani en España; fue comprado posteriormente por Nemes, que lo donó al Prado, donde se encuentra actualmente